# Erica Spindler
Erica Spindler (ur. 1957 w Chicago) – amerykańska pisarka, autorka powieści z gatunku thrillera romantycznego.

## Życiorys
Planowała zostać malarką, studiowała na Delta State University i University of New Orleans. W lipcu 1982, jak sama podaje pod wpływem przeczytanej książki, postanowiła napisać własną powieść.

## Powieści
1. 1989: Gry miłosne (Chances Are)
2. 1991: Spełnione życzenia (Wishing Moon)
3. 1995: Jesteś jak ogień (Red)
4. 1996: Zakazany owoc (Forbidden Fruit)
5. 1997: Obsesja/ Fortuna (Fortune)
6. 1998: Z ukrycia/ Niewinna ciekawość (Shocking Pink)
7. 1999: Stan zagrożenia (Cause for Alarm)
8. 2000: Ukarać zbrodnię (All Fall Down)
9. 2001: Tylko chłód/ Dotyk strachu (Bone Cold)
10. 2002: Wyścig ze śmiercią (Dead Run)
11. 2003: W milczeniu (In Silence)
12. 2004: Pętla/ Zabić Jane (See Jane Die)
13. 2005: Morderca bierze wszystko/ Labirynt białego królika (Killer Takes All)
14. 2006: Naśladowca (Copycat)
15. 2007: Ślepa zemsta (Last Known Victim)
16. 2008: Złodziej tożsamości (Breakneck)
17. 2010: Krwawe wino (Blood Vines)
18. 2011: Opętanie (Watch Me Die)[5]
19. 2013: Koszmary przeszłości (Justice for Sara)
20. 2015: Pierwsza żona (First Wife)
21. 2017: Siódemka (The Final Seven) [tł. Jacek Żuławnik]
22. 2017: Szóstka (Triple Six) [tł. Jacek Żuławnik]
23. 2018: Piątka (Fallen Five) [tł. Jacek Żuławnik]